# Reagrupamento de Houphouëtistas por Democracia e Paz
O Reagrupamento de Houphouëtistas por Democracia e Paz (em francês: Rassemblement des Houphouëtistes pour la Démocratie et la Paix), mais conhecido pelo acrónimo RHDP, é um partido político da Costa do Marfim. Originalmente fundado oficialmente em 18 de maio de 2015 como uma coalizão partidária formada pelos partidos Reagrupamento dos Republicanos (RDR), Partido Marfinense dos Trabalhadores (PIT), União para Democracia e Paz na Costa do Marfim (UDPCI), Movimento das Forças do Futuro (MFA), União pela Costa do Marfim (UPCI) e Partido Democrata da Costa do Marfim (PCDI), transformou-se em um partido político unificado após a fusão de tais legendas partidárias (à exceção de PDCI e UDPCI) em 16 de julho de 2018. Dessa forma, o RHDP converteu-se em partido majoritário e principal força política dentro do cenário político marfinense atual, detendo o controle da Assembleia Nacional, bem como a presidência da República.

## Resultados eleitorais

### Eleições presidenciais
| Eleição | Candidato         | Votos válidos | %      | Situação |
| ------- | ----------------- | ------------- | ------ | -------- |
| 2015    | Alassane Ouattara | 2 618 229     | 83.66% | Eleito   |
| 2020    | Alassane Ouattara | 3 031 483     | 95.31% | Eleito   |

### Eleições parlamentares
| Eleição | Votos válidos | Porcentagem | Assentos  | Situação |
| ------- | ------------- | ----------- | --------- | -------- |
| 2011    | 32 041        | 1.64%       | 4 / 255   | Novo     |
| 2016    | 1 019 057     | 50.26%      | 167 / 255 | 163      |
| 2021    | 1 313 886     | 49.18%      | 137 / 255 | 30       |